# Aci Bonaccorsi

Localització d'Aci Bonaccorsi

Aci Bonaccorsi (sicilià Jaci Bonaccossi) és un municipi italià, dins de la ciutat metropolitana de Catània. L'any 2006 tenia 1.751 habitants. Limita amb els municipis d'Aci Sant'Antonio, San Giovanni la Punta, Valverde i Viagrande.

## Administració
| Període | Identitat     | Partit       |
| ------- | ------------- | ------------ |
| 2007-   | Vito di Mauri | Forza Italia |